# Stressati
Pour plus de détails, voir Fiche technique et Distribution.
Stressati est une comédie italienne de Mauro Cappelloni sortie en 1997.
Le film est librement inspiré des œuvres de Georges Wolinski.

## Synopsis
Dado et Tratto sont deux jeunes trentenaires assez proches de leurs amis, leurs copines Adèle et Maria ainsi que Gino, Giacomo, Giovanna et Stefano. Ils sont incertain quant à leur avenir, chacun ayant sa propre histoire. Ils vivent pauvrement en publiant des articles peu intéressants. Bientôt ils décident de fonder une gazette de quartier dans le coin d'une trattoria, transformé en bureau de fortune pour l'occasion.

## Fiche technique
- Titre original italien : Stressati[2]
- Réalisateur : Mauro Cappelloni
- Scénario : Mauro Cappelloni, Elide Cortesi
- Photographie : Giuseppe Tinelli
- Montage : Rosella Mocci
- Musique : Alex Britti
- Décors : Tommaso Bordone
- Costumes : Roberta Guidi Di Bagno
- Maquillage : Goffredo Calisse
- Sociétés de production : Video Lucky Cinematografica
- Pays de production :  Italie
- Langue originale : italien
- Format : Couleur
- Durée : 96 minutes
- Genre : Comédie
- Dates de sortie :
  - Italie : 1997 (visa délivré le 3 juillet 1997)

## Distribution
- Gianmarco Tognazzi : Giulio alias « Dado »
- Daniele Liotti : Marco alias « Tratto »
- Eliana Miglio : Maria
- Barbara Livi : Adele
- Piero Natoli : Gino
- Monica Scattini : Adriana
- Vera Gemma : Giovanna
- Alessandro Paci : Stefano
- Sabrina Knaflitz : Elvira
- Giampiero Ingrassia : Giacomo
- Alex Britti : Alex
- Pierluigi Diaco : Pigi
- Adriana Russo : Giuditta
- Joanna Chatton : Helena
- Sonia Topazio : l'amoureuse en rouge
- Massimo Wertmüller : « Ottoni »
- Armando De Razza : « Protesi »
- Isabel Russinova : Simona
- Monica Bellucci : la fille au manteau de fourrure
- Cristiano Militello : le garçon de l'audition
- Sergio Cammariere : l'homme de la bande dessinée
- Luca Cassol : le garçon au sapin
- Valerio Mastandrea : Bertarelli (non crédité)